# Synthetic Scar
Synthetic Scar je hrvatski nu metal / new breed metal sastav iz Zagreba. Osnovna ideja glazbenog izričaja sastava je kombiniranje različitih glazbenih pravaca.
| ”...Synthetic Scar je vezan uz kombiniranje različitih glazbenih pravaca, od elektronike do hard cora, iako je u svojoj srži metal sastav. Drugim riječima kombiniranje svih glazbenih izričaja je dozvoljeno ali nu metal je presjek tih glazbenih pravaca...” Filip Brtan. Citat sa syntheticscar.com.Pristupljeno 15.02.2014. |

## Osnutak i djelovanje
Sastav su 2010. osnovala dva bivša člana sastava Valium, Filip Brtan i Boris Luetić. Sastav je dobio ime po jednoj od demoskladbi Valiuma.
Prvi album Single Casualty izdaju 2012. za izdavačku kuću Slušaj najglasnije putem servisa CdBaby. Za prvi singl "Gone 4ever" snimljen je video spot. Sastav je sudjelovao i na soundtracku za videoigru Serious Sam 3: BFE s četiri remiksirane pjesme s prvog albuma.

## Postava sastava
- Filip Brtan "File" (vokal, gitara)
- Tihomir Glogoški "Tihi" (bas-gitara, vokal)
- Krešimir Stergar (bubnjevi)
- Jagor Blažić (gitara)

## Diskografija
- 2011. - Save Me, EP
- 2012. - Single Casualty (album, Slušaj najglasnije)
- 2012. - Serious Sam 3:BFE (soundtrack)
- 2013. - Hollow, EP
- 2014. - Dark Reflections
- 2020. - Descendant
- 2021. - Digital Lies (single)

## Vanjske poveznice
- Službena stranica